# Tossinola breviterebra
Tossinola breviterebra är en stekelart som beskrevs av Dali Chandra och Gupta 1977. Tossinola breviterebra ingår i släktet Tossinola och familjen brokparasitsteklar. Inga underarter finns listade i Catalogue of Life.